# Tarawih
Les tarāwīḥ (arabe : تَرَاوِيح) sont les prières quotidiennes du soir, exécutées après celle de Isha, pendant le mois de jeûne du Ramadan (à partir de la veille du premier jour du mois). Ces prières surérogatoires sont effectuées par paires de rakaa (رَكْعَة, séquence rituelle de la prière), avec en tout, généralement entre 8et 20 rak'aats selon les traditions. Aucun maximum n'est d'ailleurs fixé. Les sunnites pensent qu'il est de la tradition (sunna) d'essayer d'accomplir un khatm (récitation complète) du Coran en récitant chaque nuit un trentième du Coran, le Coran étant divisé en trente parties (juz, de l'arabe : جُزْء : partie, portion). À la fin du mois de Ramadan, l'imam est censé avoir récité la totalité du Coran durant ces prières.

## Origines
Selon l'avis prépondérant du sunnisme, ces prières en groupe des nuits de Ramadan sont recommandées et très méritoires (sunan mu'akkada ou rawâtib), et ce rite fait partie de la tradition musulmane (sunna).
Elles furent établies par Mahomet, qui ne les dirigea cependant qu'occasionnellement de peur que cela devienne obligatoire pour les fidèles. Après sa mort, son successeur, Abou Bakr, ne les a pas pratiquées durant ses deux années de califat car il était trop occupé à combattre les apostats selon Abdulaziz Al Tarefe. C'est le second calife, Omar ibn al-Khattab, qui les réinstaura, telles qu'elles étaient originellement accomplies au temps de Mahomet, c'est-à-dire en vingt unités de prières.

### Sources
Le chroniqueur Tabari rapporte dans son livre La chronique :
« Et c’est lui (Omar) le premier à avoir rassemblé les gens (musulmans) sous la direction d’un seul imam pour accomplir la prière dite de tarawih durant le mois du ramadan. Il adressa des lettres à toutes les villes des possessions musulmanes pour leur ordonner d’agir ainsi. »

L'imam Boukhari rapporte également dans son recueil de hadiths que ce fut Omar ibn al-Khattab qui réinstaura cette pratique : 

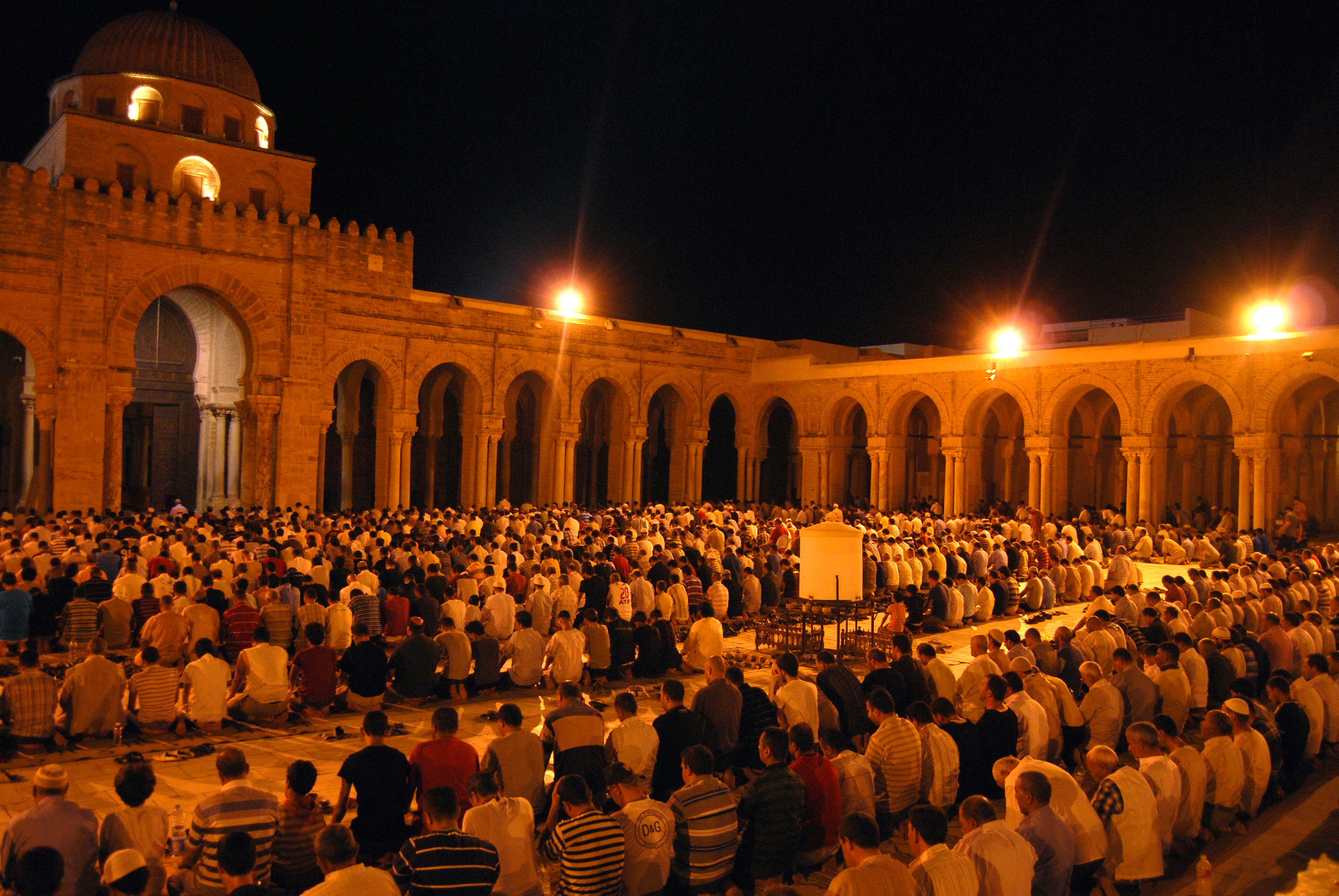
Fidèles accomplissant les tarawih dans la cour de la grande mosquée de Kairouan (Tunisie) durant le Ramadan 2012.

« Abd-ar-Rahman ben Abdulqary (ar) dit: "J'étais allé avec Omar ben al-Khattab- qu'Allah l'agrée- lors d'une nuit de ramadan, et les gens y étaient en groupes dispersés, là un homme qui accomplissait sa prière en solitaire, là bas un autre homme qui priait, et à sa suite un groupe(des gens),et Omar dit: "Je pense que si je réunis ceux-là sous la direction d'un seul récitateur, cela serait mieux." Et il s'était décidé et avait rassemblé (les gens) sous la direction de Obay ben Ka'b,puis j'étais sorti avec lui une autre nuit;alors que les gens priaient sous la direction de leur récitateur,et Omar dit: "Que cette innovation soit excellente! Et la prière qu'ils accomplissent après qu'ils ont dormi est mieux que celle qu'ils accomplissent avant qu'ils ne dorment." Il voulait dire la prière de fin de nuit, et les gens priaient la prière (des Tarawih) au début de la nuit.". »

### Nombre d'unités de prières
La tradition prophétique (sunna) est de prier 11 unités de prières (raka'at), comme le prophete fit selon des Hadîths, mais durant le kalifa de 'Omar ce nombre passa à 20 unités ce que les générations qui suivirent firent, et ce qui se fait aujourd'hui y compris dans les lieux sacrés de l'islam (La Mecque et Médine). Omar ibn Abdilaziz, l'un des Califes de la période Omeyyades, priait 36 raka'at (avis malikite). 
Aucun hadith n'impose un nombre minimum ou maximum d'unités pour les prières de nuit pendant le mois de Ramadan, mais certains soulignent qu'il faut que le nombre total de raka'at soit impair.
C'est durant ces prières que l'imam récitera le Coran entièrement à raison d'un juz au moins par nuit, pour terminer la lecture entière du Coran, acte fortement recommandé (mustahhab) en ce mois sacré, bien que le croyant n'y soit pas juridiquement obligé. Même s'il y a trente juz, et que la lecture du Coran pourrait s'étaler sur l'ensemble du mois, on s'efforce de terminer la récitation durant la 27e nuit du mois de Ramadan, appelée Nuit du destin, qui commémore le début de la révélation du Coran. Pour ce faire, l'imam récite par exemple un juz par nuit entre la veille du 1er Ramadan et le 14, puis un juz et un quart entre le 15 et le 27 Ramadan, ce qui donne un total de trente juz, soit l'ensemble du Coran. Dans ce cas, pendant les dernières nuits du mois, l'imam reprend la récitation du Coran au début ou récite certaines sourates choisies dans le texte sacré.